# Ferdinand de Lesseps
Ferdinand Marie, viconte de Lesseps (n. 19 noiembrie 1805, Berceau-de-la-Liberté, Seine-et-Oise, Franța – d. 7 decembrie 1894, Guilly, Centre-Val de Loire, Franța) a fost un diplomat și antreprenor francez.
Sub conducerea sa a fost finalizat Canalul Suez (inaugurat în 1869).
Ulterior, a condus și inițierea lucrărilor de construcție a Canalului Panama (1881–1894), afacere fără succes, soldată cu un scandal mediatic. Canalul Panama a fost finalizat în cele din urmă în 1914.

## În cultura populară
Lesseps a fost interpretat de Tyrone Power în filmul din 1938 Suez, cu Loretta Young ca Eugénie de Montijo, în regia lui Allan Dwan, un film care a provocat plângeri și acțiuni legale din partea familiei Lesseps și a guvernului egiptean.
În televiziune, Guy Marchand l-a interpretat pe Lesseps în mini-serialul francezo-german L'homme de Suez din 1983, iar John Walters l-a interpretat în Canalul Panama, un episod din serialul BBC din 2003 Seven Wonders of the Industrial World (Șapte minuni ale lumii industriale).
Lesseps apare ca un mare inginer în jocul Civilization V. 